# Список невипущених пісень Брітні Спірс
Брітні Спірс — американська поп-співачка і музичний продюсер. Вона створила і записала музичний матеріал, який так і не був офіційно випущений. 
Пісні, включені в цей список, — це треки, не випущені комерційно; записи, які привернули увагу ЗМІ або були підтверджені самою Спірс. Багато з невипущених пісень виконавиці є зареєстрованими — найчастіше компанією Britney Spears Music — разом з професійними організаціями, такими як: United States Copyright Office, Broadcast Music Incorporated (BMI) чи American Society of Composers, Authors and Publishers (ASCAP). Багато офіційно невипущених пісень були підготовленими для релізу у записах співачки, включаючи її студійні альбоми Britney (2001), In the Zone (2003), Blackout (2007) та Circus (2008). Однак, з невідомих причин, треки в підсумку були відхилені і не видані.
У невипущеному матеріалі поп-співачки містяться пісні, записані Спірс, і демо-версії, деякі з яких створені у співавторстві з таким артистами, як Джастін Тімберлейк і Леді Гага. У 1997 році, Спірс записала «Today», створену спочатку для Тоні Брекстон. Фрагменти з «Rebellion» і «For My Sister» були доступними на офіційному вебсайті Спірс у 2006 році. Також вона написала і записала пісні, які пізніше використали інші артисти: її сестра Джеймі Лінн Спірс й американська група Selena Gomez & the Scene. Кілька пісень Брітні просочилися в Інтернет без офіційного релізу. Деякі протягом 2010 року привернули багато уваги, зокрема "When I Say So, " "Am I a Sinner, « „Mad Love“, і „Telephone“, яку раніше випустила Леді Гага. Збірка пісень, яка просочилася в мережу 6 жовтня 2011 року отримала назву „Britmas“.

## Роз'яснення
| †  | Позначає пісні, зареєстровані Broadcast Music Incorporated (BMI)                            |
| ‡  | Позначає пісні, зареєстровані American Society of Composers, Authors and Publishers (ASCAP) |
| †‡ | Позначає пісні, зареєстровані BMI and ASCAP                                                 |
| *  | Позначає пісні, підтверджені співачкою або її продюсерами                                   |
| ‡* | Позначає пісні, зареєстровані ASCAP і підтверджені продюсерами Спірс                        |

## Пісні
| Пісня                        | Автор(и)                                                                                         | Примітки |
| ---------------------------- | ------------------------------------------------------------------------------------------------ | --- |
| «911»                        | Кара ДіоГуарді J. R. Rotem                                                                       | - Відома також як «Nine One One» - Опублікована Bug Music and Southside Independent Music Publishing - Просочилася в мережу 6 жовтня 2011 року |
| «Abroad»†                    | Marcella Araica Danja Ezekiel Lewis Balewa Muhammad Candice Nelson Patrick M. Smith              | - Повинна була ввійти до альбому Circus (2008) - Опублікована Christopher Matthew Music та Hitco Music - Просочилася в мережу 6 жовтня 2011 року |
| «All That She Wants»         | Йонас Берггрен Ulf Ekberg                                                                        | - Просочилася в мережу 24 січня 2008 року |
| «Am I a Sinner»              | Невідомий                                                                                        | - Просочилася в мережу 29 липня 2010 року |
| «Baby Can't You See»*        | Невідомий                                                                                        | - Повинна була ввійти до альбому Britney (2001) - Перша балада, продюсована The Neptunes. |
| «Bring Me Home»*             | Невідомий                                                                                        | - Повинна була ввійти до альбому Britney (2001) |
| «Burning Up»                 | Madonna                                                                                          | - Кавер-версія просочилася в мережу 10 червня 2011 року - Спірс виконала її під час Femme Fatale Tour (2011) |
| «Can Caper»‡                 | Samuel Paul Godin                                                                                | - Була запланована як тема для реклами Пепсі за участю Спірс - Опублікована Audile Productions |
| «Dangerous»                  | Невідомий                                                                                        | - Просочилася в мережу 6 жовтня 2011 року |
| «Downtown»†                  | Кара ДіоГуарді J. R. Rotem                                                                       | - Опублікована Bug Music і Southside Independent Music Publishing LLC |
| «Dramatic»                   | Невідомий                                                                                        | - Повинна була ввійти до Blackout (2007) - У березні 2008 року, версія в дуеті з Хайді Монтаг була надіслана Райану Сікресту, який представив її на своєму шоу On Air with Ryan Seacrest. Jive Records і представники Монтаг заперечили участь у записі композиції. - Просочилася в мережу 16 квітня 2010 року                     |
| «Every Day»†‡                | Xandy Barry Wally Gagel Britney Spears                                                           | - Відома також як «Everyday» - Просочилася в мережу 6 жовтня 2011 року - Опублікована Britney Spears Music, Laurel Street Music Inc, Production Club Music та Universal Music Corporation |
| «Fed-Ex»‡                    | David Shakur Burke-Green                                                                         | - Зареєстрована ASCAP з невідомими видавцями. |
| «Follow Me»†                 | Henrik Jonback Britney Spears Bloodshy & Avant                                                   | - Написана для сестри Джеймі Лінн Спірс як основна пісня телесеріалу Zoey 101 - Як відомо, існує демо-версія Брітні Спірс - Опублікована Britney Spears Music і Universal Music Z Songs |
| «Follow My Fingers»          | Cathy Dennis Freescha Nicole Morier Britney Spears                                               | - Опублікована Britney Spears Music, Hawk Arm Music, Sizzlegodlessgod Music та Universal Music Z Songs - Зареєстрована United States Copyright Office у 2010 році |
| «For My Sister»              | Невідомий                                                                                        | - Фрагмент був доступний на офіційному вебсайті Спірс з 7 квітня 2006 року. - Повинна була ввійти до альбомуBlackout (2007) |
| «Free»                       | Britney Spears Cathy Dennis Guy Chambers                                                         | - Зареєстрована Australasian Performing Right Association (APRA). |
| «Graffiti My Soul»           | Brian Higgins Miranda Cooper Lisa Cowling Tim Powell Peplab                                      | - Повинна була ввійти до альбому In the Zone (2003) - Записана Girls Aloud для їхнього другого альбому What Will the Neighbours Say? (2004) |
| «Grow»‡*                     | Steve Anderson Lisa Greene Britney Spears                                                        | - Описувалась як «електро-балада» Стіва Андерсона - Повинна була ввійти до Blackout (2007) - Опублікована Universal Polygram International Publishing Inc |
| «Guilty»†                    | Joseph Belmatti Cutfather Balewa Muhammad Britney Spears                                         | - Опублікована Warner-Tamerlane Publishing Corp |
| «Hollow»                     | Christian Karlsson Cathy Dennis Britney Spears                                                   | - Попередньо зареєстрована EMI |
| «Hooked On»†‡                | Pharrell Williams                                                                                | - Відома також як «Sugarfall» - Опублікована EMI Blackwood Music Inc і Songs for Beans - Просочилася в мережу 17 жовтня 2007 року |
| «I Have Nothing»             | David Foster Linda Thompson                                                                      | - Спочатку записана Вітні Х'юстон, і ввійшла до альбому саундтреків The Bodyguard (1992) - Записана Спірс у 1997 році, і представлена менеджером Ларрі Рудольфом ряду звукозаписуючих лейблів. - Спірс підписала контракт з Jive Records після виконання пісні перед керівниками лейблу.                                           |
| «It's Britney Spears Baby»†  | Wade Robson                                                                                      | - Опублікована Wajero Sound |
| «Just Let Me Go»             | Evan Bogart J.R. Rotem                                                                           | - Зареєстрована Australasian Performing Right Association (APRA). |
| «Kiss Me All Over»           | Sean Garret Brian Kidd                                                                           | - Відома також як «Kiss You All Over» - Опублікована Dollanaire Publishing, Hitco Music і Team S Dot Publishing - Повинна була ввійти до альбому Blackout (2007) - Просочилася в мережу 17 жовтня 2007 року |
| «Like I'm Fallin'»‡          | Michelle Bell Britney Spears                                                                     | - Опублікована Elleganza Music Publishing та Universal Music Corporation |
| «Look Who's Talking Now»†    | Michelle Bell Britney Spears Bloodshy & Avant                                                    | - Повинна була ввійти до альбому In the Zone (2003) - Записана як «Look Who's Talking» для дебютного англомовного альбому BoA BoA (2009) - Демо-версія Спірс просочилася в мережу 9 січня 2012 року - Опублікована Britney Spears Music і Universal Music Z Songs - Зареєстрована United States Copyright Office у 2010 році       |
| «Love»                       | Невідомий                                                                                        | - Повинна була ввійти до альбому Blackout (2007) - 8-секундний уривок просочився в мережу 6 жовтня 2011 року |
| «Love 2 Love U»              | Madonna Patrick Leonard Bruce Gaitsch                                                            | - Просочилася в мережу 2 грудня 2011 року - Зразки пісні Мадонни «La Isla Bonita» (1987) |
| «Luv the Hurt Away»          | Невідомий                                                                                        | - Повинна була ввійти до альбому ...Baby One More Time (альбом) (1999) - Просочилася в мережу в 2007 році |
| «Mad Love»                   | Невідомий                                                                                        | - Зразки пісні «Darkest Night» групи Lafayette Afro Rock Band - Просочилася в мережу 29 липня 2010 року |
| «Money Love and Happiness»†‡ | Michelle Bell Britney Spears RedOne Nanna Kristiansson                                           | - Опублікована Elleganza Music Publishing, EMI Blackwood Music Inc та Universal Music Corporation - Просочилася в мережу 5 квітня 2012 року |
| «My Big Secret»†             | Chad Hugo Pharrell Williams                                                                      | - Опублікована EMI Blackwood Music Inc і Songs for Beans |
| «Ouch»‡                      | Michelle Bell Britney Spears Nanna Kristiansson                                                  | - Опублікована Elleganza Music Publishing та Universal Music Corporation - Просочилася в мережу 11 квітня 2012 року |
| «Pulse»‡                     | Joseph Belmatti Cutfather Remee Lorne Tennant                                                    | - Записана Orchestral Manoeuvres in the Dark (OMD) для їхнього одинадцятого студійного альбому, History of Modern (2010) - Опублікована Chrysalis Music |
| «Pull Out»                   | Sean Garret La Marquis Jefferson Craig D. Love Jonathan Smith                                    | - Відома також як «Pull It» - Опублікована C Amore Music, Hitco Music, Lil Jizzel Music Publishing, Songs of Universal Inc і Team S Dot Publishing - Повинна була ввійти до альбому Blackout (2007) - Просочилася в мережу 17 жовтня 2007 року                                                                                     |
| «Pleasure You»               | Невідомий                                                                                        | - Просочилася в мережу 5 липня 2012 року |
| «Rebellion»                  | Невідомий                                                                                        | - Фрагмент був доступний на офіційному вебсайті Спірс з 7 квітня 2006 року. - Повинна була ввійти до альбому Blackout (2007) |
| «Rockstar»‡                  | Penelope Magnet Thabiso Nikhereanye Britney Spears Christopher Stewart                           | - Опублікована 7 Syllables Music, Marchninenth Music, Songs of Peer LTD і Tabulous Music - Просочилася в мережу 6 жовтня 2011 року |
| «Sacred»                     | Britney Spears Cathy Dennis Guy Chambers                                                         | - Повинна була ввійти до альбому In the Zone (2003) |
| «She'll Never Be Me»‡        | Alex Greggs Brad Daymond Britney Spears Justin Timberlake                                        | - Опублікована Tennman Tunes |
| «Secret»                     | Jeff Dandurand TRISTAN OF HAM SQUAD                                                              | - Повинна була ввійти до альбому Femme Fatale (2011) - Чоловіча версія з'явилася у мікстепі 'Rebellion' - 30-секундний фрагмент просочився в мережу 1 січня 2012 року. |
| «Sippin' On»‡                | Penelope Magnet Thabiso Nikhereanye Britney Spears Christopher Stewart                           | - За участі репера AC - Повинна була ввійти до альбому Blackout (2007) - Відома також як «What Ya Sippin On» - Опублікована 7 Syllables Music, Marchninenth Music, Songs of Peer LTD і Tabulous Music |
| «State of Grace»‡*           | Steve Anderson Lisa Greene Steve Lee                                                             | - Повинна була ввійти до альбому Blackout (2007) - Записана як «Entre Nous Et Le Sol» для другого альбому Крістофа Віллема Caféine (2009) - Опублікована W B Music Group |
| «Strangest Love»†            | Guy Chambers Brian McFadden                                                                      | - Повинна була ввійти до альбому In the Zone (2003) - Просочилася в мережу 25 грудня 2011 року - Зареєстрована Broadcast Music Incorporated |
| «Take Off»‡                  | Michelle Bell Britney Spears Bloodshy & Avant                                                    | - Опублікована Elleganza Music Publishing та Universal Music Corporation |
| «Take the Bait»†             | Marcella Araica Nate «Danja» Hills Ezekiel Lewis Balewa Muhammad Candice Nelson Patrick M. Smith | - Опублікована Christopher Matthew Music і Hitco Music |
| «Telephone»*                 | Lady Gaga Rodney Jerkins                                                                         | - Повинна була ввійти до альбому Circus (2008) - Леді Гага записала пісню разом з Beyoncé для її третього перевидання The Fame Monster (2009). - Просочилася в мережу 2 травня 2010 року |
| «This Kiss»†                 | Nicole Morier Darren Lewis Iyiola Babtunde                                                       | - Повинна була ввійти до альбому Circus (2008) - Опублікована Songs of Kobalt Music Publishing - Просочилася в мережу 29 квітня 2012 року |
| «Today»                      | Darren Wittington                                                                                | - Спочатку записана Тоні Брекстон, але не ввійшла до її другого альбому Secrets (1996) - Записана Спірс у 1997 році, і представлена менеджером Ларрі Рудольфом ряду звукозаписуючих лейблів |
| «To Love Let Go»†            | Tom Craskey Britney Spears Devo Springsteen                                                      | - Відом також як «Let Go» - Опублікована Britney Spears Music, Craskey Music, Grown Your Own Music та Universal Music Z Songs - Зареєстрована United States Copyright Office у 2008 році |
| «Untitled Lullabye»†         | William Anderson Britney Spears                                                                  | - Відома також як «Untitled/Lullabye» - Опублікована Britney Spears Music, Delightful Music LTD, Universal Music Z Songs і Warner-Tamerlane Publishing Corp - Зареєстрована United States Copyright Office у 2008 році |
| «Welcome to Me»†             | Wade Robson Britney Spears Carole Bayer Sager                                                    | - Опублікована Carol Bayer Sager Music і Wajero Sound |
| «When I Say So»†             | Brian Kierulf Joshua M. Schwartz Britney Spears BT                                               | - Повинна була ввійти до альбому Britney (2001) - Відома також як «Till I Say So» - Просочилася в мережу 29 липня 2010 року - Опублікована Britney Spears Music, Chrysalis One Songs LLC, Emotech Music, Kierulf Songs, Mugsy Boy Publishing та Universal Music Z Songs - Зареєстрована United States Copyright Office у 2004 році |
| «Whiplash»†‡                 | Greg Kurstin Nicole Morier Britney Spears                                                        | - Повинна була ввійти до альбому Circus (2008) - Записана Selena Gomez & the Scene для їхнього третього альбому, When the Sun Goes Down (2011) - Опублікована Britney Spears Music, Emi April Music Inc, Kurstin Music та Universal Music Z Songs                                                                                  |
| «Wonderland»†                | Jimmy Harry Balewa Muhammad Reza Safinia Sheppard Solomon Britney Spears                         | - Опублікована Irving Music |